# Нельская башня (пьеса)
«Нельская башня» (фр. La Tour de Nesle) — историческая драма, изначально написанная Фредериком Гайярде и полностью переработанная Александром Дюма-отцом. Впервые была поставлена на сцене в 1832 году, имела огромный успех и стала образцом французской мелодрамы.

## Содержание

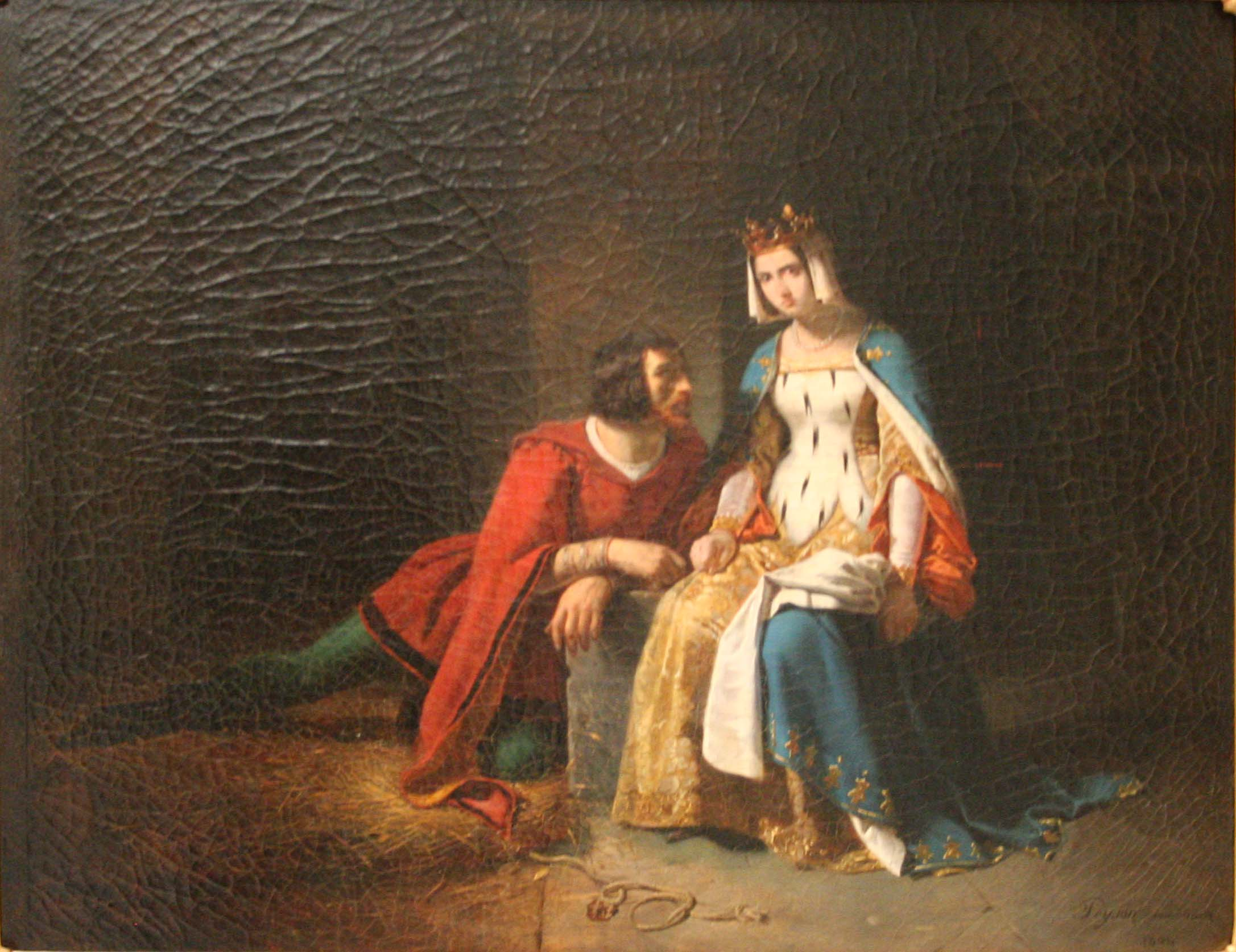
Маргарита Бургундская и Буридан. Картина Фредерика Писона, 1844

В основу сюжета пьесы легли реальные исторические события начала XIV века. Жёны трёх французских принцев, сыновей короля Филиппа Красивого, в 1314 году были уличены в супружеской неверности и отправлены в заключение, а их любовников, братьев Филиппа и Готье д’Онэ, казнили (этот сюжет использовал впоследствии Морис Дрюон в первом романе из серии «Проклятые короли»). В пьесе исторические реалии оказались существенно изменёнными: жена короля Людовика X Сварливого Маргарита Бургундская и две её сестры каждую ночь заманивают в Нельскую башню трёх случайных любовников, после оргии убивают их и выбрасывают тела в реку. В начале пьесы в башне оказываются рыцари Филипп д’Онэ и Буридан. Первый погибает, второй спасается и начинает шантажировать Маргариту: он угрожает, что раскроет имена убийц брату-близнецу Филиппа Готье д’Онэ, которого королева любит.
Маргарита похищает все улики. Буридан оказывается в тюрьме, королева навещает его, чтобы позлорадствовать, но он раскрывает ей своё настоящее имя. На самом деле рыцаря зовут Лион де Бурнонвиль, когда-то, во времена своей юности, он был любовником Маргариты и убил её отца, герцога Бургундии Робера (тот хотел отправить дочь в монастырь, узнав, что она беременна). У него сохранилось письмо Маргариты, доказывающее всю эту историю. Королеве приходится выпустить Буридана и назначить его первым министром. Он соглашается принести то самое письмо в Нельскую башню, и, зная, что королева его убьёт, отправляет на смерть вместо себя Готье д’Онэ. Сразу после этого он узнаёт, что Маргарита родила от него близнецов. Новорожденных подкинули на паперть предварительно сделав на левых ручках отметины в виде креста. Буридан вспоминает, что видел именно такие отметины на руках Готье и Филиппа и спешит в Нельскую башню, но оказывается там слишком поздно. Готье умирает, проклиная собственную мать, а Буридана и Маргариту арестовывают.

## Создание и оценки
Первый вариант «Нельской башни» был написан Фредериком Гайярде. Директор театра Порт-Сен-Мартен Феликс Арель счёл пьесу «недурно задуманной», но плохо написанной, отдал её на переработку Жюлю Жанену, но и после этого остался недоволен. Он передал текст Александру Дюма, и тот за две недели полностью переписал пьесу. Жанен отказался от своих прав. Дюма, несмотря на возражения Ареля, настоял на том, чтобы вместо его имени на афишах было ***, но Гайярде заявил, что он является единственным автором пьесы и даже пригрозил Дюма дуэлью. Было заключено соглашение, по условиям которого на афишах должно было быть написано «Драма господ Гайярде и ***», но оба автора получали право включать пьесу в своё полное собрание сочинений.
«Нельская башня» была поставлена на сцене 29 мая 1832 года. Она имела огромный успех. На следующий день Арель заменил надпись на афишах: теперь это было «Драма господ *** и Гайярде». По его словам, это было сделано ради скандала, который бы сделал пьесу ещё более известной. Гайярде подал в суд и выиграл процесс, между ним и Дюма состоялась дуэль на пистолетах, в которой никто не пострадал. Из-за этих событий появились слухи, будто Дюма вообще не участвовал в работе над «Нельской башней», и будто остальные его пьесы написаны другими людьми.
В 1853 году «Нельскую башню» запретила цензура, но в 1861 году снова было получено разрешение (при условии определённой переработки текста). Эта пьеса стала одним из самых успешных театральных произведений Дюма, выдержав более тысячи спектаклей, и считается одним из образцов французской мелодрамы.
Биограф Дюма Андре Моруа констатирует, что в пьесе «нет правдивого изображения человеческих страстей или исторической эпохи», но тем не менее «вдохновение Дюма, его наивная и великодушная философия» смогли «сообщить этой нелепой истории динамизм и стиль, сделавшие её классическим образцом театральных излишеств».